# Ewald Dahlskog

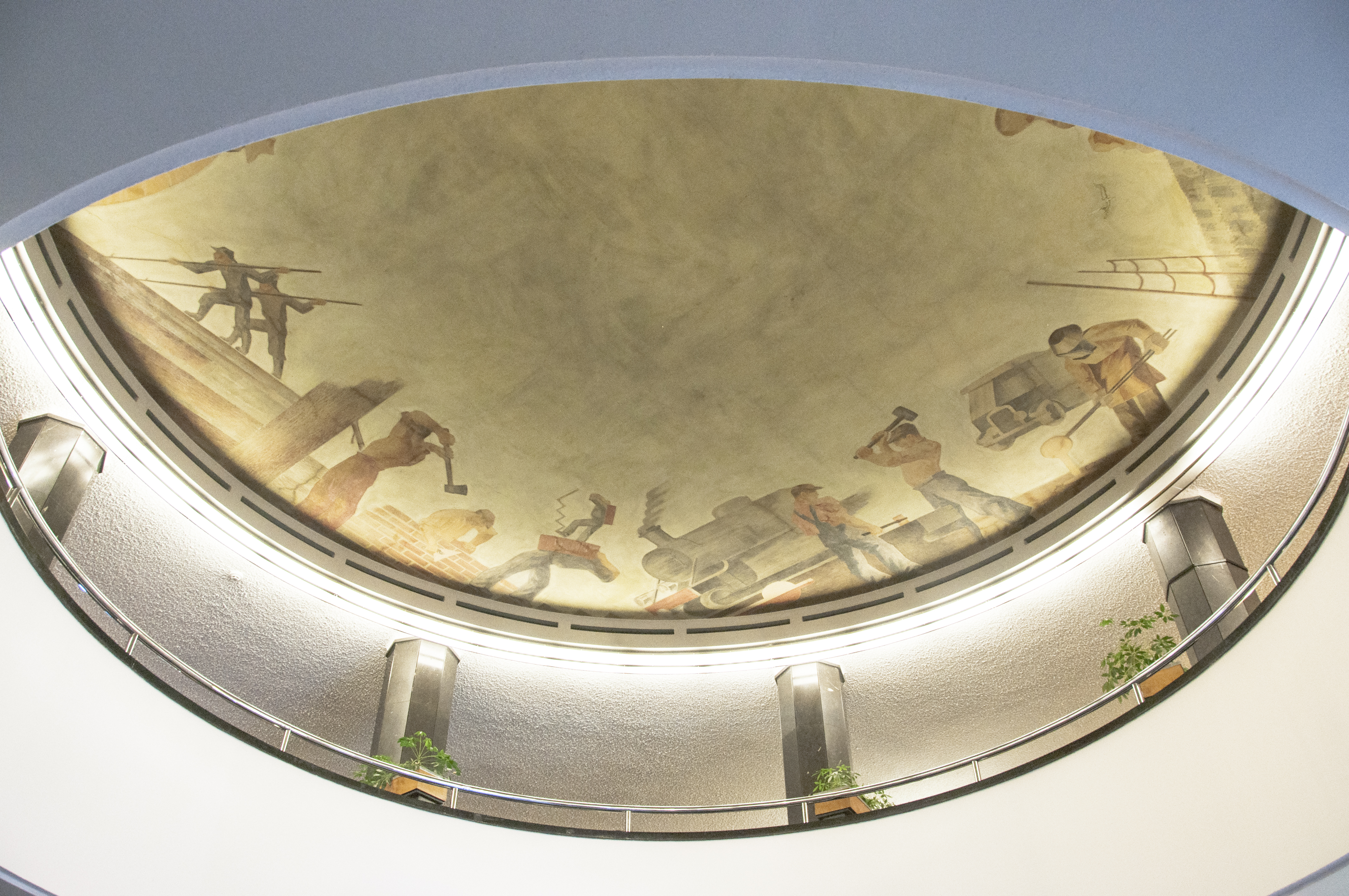
Stockholms östra, entréhall med takmålningar par Ewald Dahlskog

Ewald Albin Filip Dahlskog, né le 24 avril 1894 à Stockholm et mort à Gävle le 25 septembre 1950, est un peintre, sculpteur et céramiste suédois, spécialiste de l'intarsia. 

## Biographie
Il effectue ses études à l’Académie royale des arts de Suède et participe en avril-mai 1929 à Paris au Musée du Jeu-de-Paume à l'Exposition de l'art suédois où il présente les toiles Le Fort de Sienne, Le Louvre, Intérieur d'atelier et Grecque. Il voyage aussi en Italie, en Angleterre et à Tunis. 